# Gunzelin III. (Schwerin)
Gunzelin III. von Schwerin, auch Günzel III. von Schwerin (* vor 1228; † nach dem 23. Oktober 1274), war ein Graf von Schwerin.

## Leben
Gunzelin III. war der Sohn des Grafen Heinrich von Schwerin und der Audacia. Nach dem Tode des Vaters 1228 stand der noch minderjährige Gunzelin unter der Vormundschaft seiner Mutter. Diese sicherte den Lehensbesitz der Schweriner Grafschaft. So musste der Herzog Otto von Braunschweig, der nach der Schlacht von Bornhöved in Schwerin gefangen gehalten wurde, bei seiner Entlassung dem Grafen Gunzelin die von den Braunschweiger Herzögen zum Lehen gegebenen Güter bestätigen. Alle Lehensgeschäfte dieser Zeit wurden gemeinsam von Mutter und Sohn beurkundet. Noch am 1. November 1246 beurkunden beide dem Kloster Zarrentin den ersten Grundbesitz und die Stiftung des Klosters. Bei seiner Verlobung am 30. Oktober 1230 mit der mecklenburgischen Fürstentochter Margarethe wurde der gerade volljährige Fürst Johann I. von Mecklenburg zu seinem Vormund bestimmt. 
Am 21. November 1267 wurde Gunzelin III. auf Betreiben des Erzbischofs Albert Suerbeer zum Schirmherren des Erzbistums Riga gewählt, wodurch es zu einem tiefen Konflikt mit dem Livländischen Orden kam. Während Gunzelin Truppen in Deutschland rekrutierte, hielt der Orden Albert gefangen. Albert Suerbeer wurde gezwungen, die Autorität des Ordens anzuerkennen. Bei seiner Visite in Riga besuchte Gunzelin wahrscheinlich auch das Kloster Dünamünde, dem er bereits 1235 Landbesitz im Dorf Siggelkow geschenkt hatte.

## Nachkommen
Gunzelin III. heiratete 1241 Margarethe von Mecklenburg († nach dem 18. August 1267), die Tochter Heinrich Borwins II. Es sind sechs Söhne, unter ihnen der Rigaer Bischof Johannes von Schwerin und zwei Töchter namentlich bekannt. Nach dem Tode Gunzelins III. 1274 teilten seine Söhne Helmold († 1296) und Nikolaus 1282 ihr Erbe. Helmold III. erhielt Boizenburg, Wittenburg und Crivitz (Linie Wittenburg-Boizenburg) und Nikolaus I. die Grafschaft Schwerin, Neustadt und Marnitz (Linie Schwerin).